# Cantone di Ballan-Miré
Il Cantone di Ballan-Miré è una divisione amministrativa dell'arrondissement di Tours.
A seguito della riforma approvata con decreto del 18 febbraio 2014, che ha avuto attuazione dopo le elezioni dipartimentali del 2015, non ha subìto modifiche.

## Composizione
Comprende i 7 comuni di:
- Ballan-Miré
- Berthenay
- Druye
- La Riche
- Saint-Genouph
- Savonnières
- Villandry